# Ray Lema

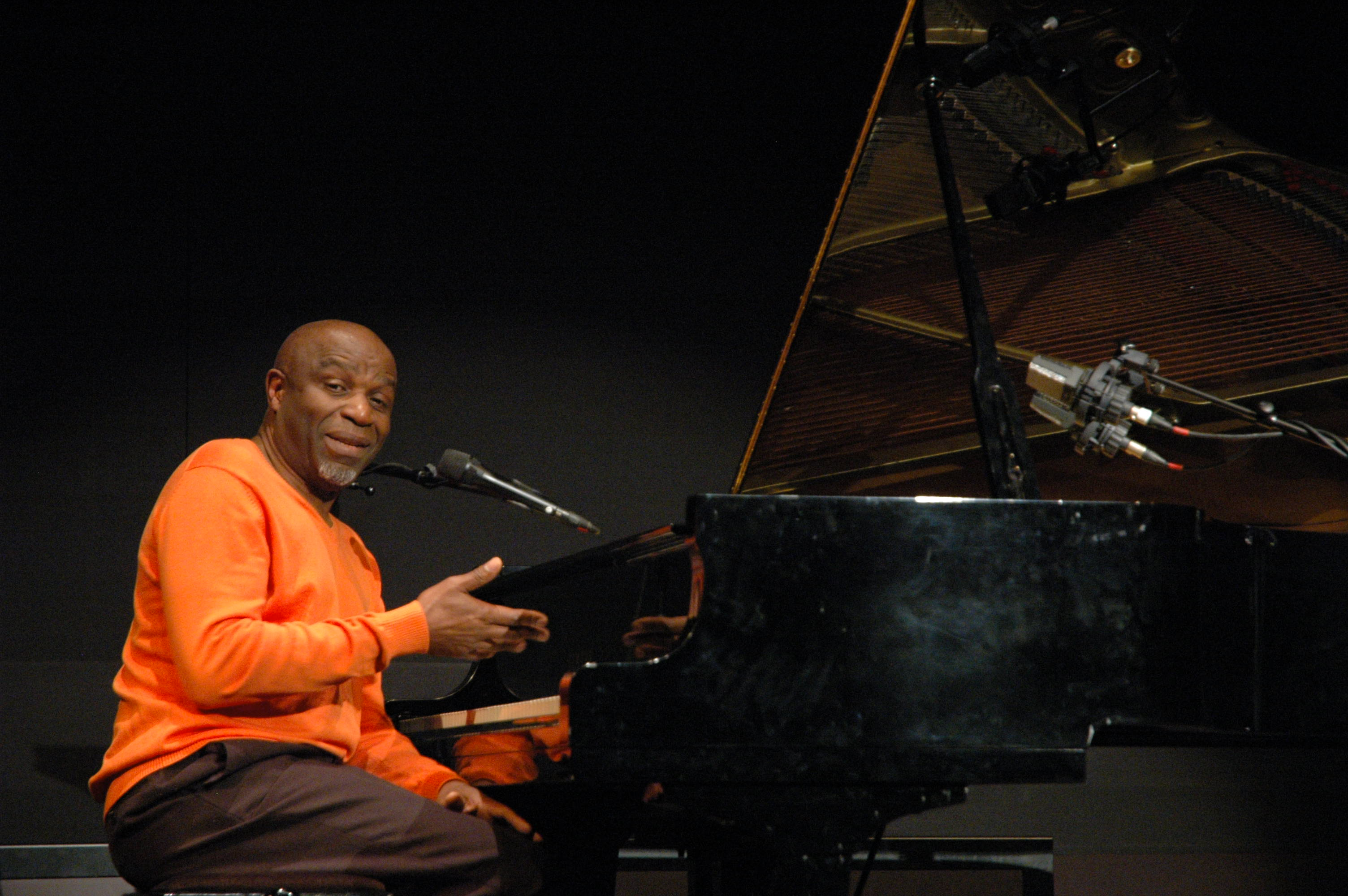
Ray Lema in der Cinémathèque française am 18. Februar 2008

Ray Lema (* 30. März 1946 als Raymond Lema A'nsi Nzinga in Lufu-Toto in der Demokratischen Republik Kongo) ist ein kongolesischer, in Frankreich lebender Musiker (Piano, Gesang, auch Gitarre, Schlagzeug, Perkussion, Komposition und Arrangement), der vor allem als Interpret afrikanischer Weltmusik bekannt wurde.

## Leben und Wirken
Lema wurde im Kongo geboren und studierte dort klassisches Piano in einem katholischen Seminar in der Hauptstadt Kinshasa (er wollte zuerst Priester werden und spielte die Kirchenorgel), bevor er zusätzlich zur Gitarre griff, weniger in den Rumba- und Soukous-Stilen seiner Heimat, sondern um Rock zu spielen – er war Fan von Jimi Hendrix, Eric Clapton und den Beatles. Er spielte in Clubs in Kinshasa, wo er Musiker wie Tabu Ley Rochereau, Abeti und Papa Wemba am Keyboard begleitete. 1974 bereiste er als Leiter des Nationaltheaters von Zaire das Land, um die Musik der über 250 einheimischen Volksgruppen aufzunehmen und zu studieren und Talente zu suchen, als Vorbereitung für die Gründung des Nationalballetts von Zaire.
Einige Jahre später gründete er die Fusion-Gruppe Ya Tupas. Da er in Zaire unter dem Diktator Mobutu Sese Seko Auftrittsverbot hatte, ging er Ende der 1970er Jahre in die USA (Washington, D.C.), wo er Aufnahmetechnik studierte und dem Mix mit amerikanischen Musikstilen (auch dem Jazz) nachging, wofür er 1979 ein Rockefeller-Stipendium erhielt. Seit Anfang der 1980er Jahre lebt er in Europa, zuerst in Brüssel, dann in Paris, wo eine lebendige afrikanische Szene existiert. Er ist Multiinstrumentalist und spielt neben den oben genannten Instrumenten auch Perkussion und Schlagzeug, häufig in den komplexen vielfältigen Rhythmen seiner Heimat, die er mit europäischer Harmonik mischt. Seit 1982 hat er mehrere Alben herausgebracht, wobei „Kinshasa-Washington D.C.-Paris Express“ und die beiden für das Label Island aufgenommenen „Nangadeef“ und „Gaia“ ihm international größere Aufmerksamkeit verschafften. Er komponiert auch für Film („Fatou la Malienne“ und „Fatou l´Espoir“, 2003 als Album) und für das Theater (Une nuit à la présidence von Jean-Louis Martinelli) und größere Konzertprojekte (wie Black Mic Mac, Tam-Tam Pour L’Éthiope 1984 und eine Show von Alain Laugenie über Arthur Rimbaud) und arrangiert und produziert andere Künstler. 1998 nahm er das für Orchester komponierte „The Dream of the Gazelle“ auf (eine Zusammenarbeit mit und Auftragsarbeit des Nordischen Kammerorchesters in Sundsvall). Häufig spielt er Solo-Piano oder im Trio mit Étienne M'Bappé (Bass) und Francis Lassus (Schlagzeug).

## Preise und Auszeichnungen
2003 erhielt Lema den französischen Django d’Or; 2022 wurde er im Rahmen des Cubadisco-Festivals mit einem Premio Internacional Cubadisco ausgezeichnet.

## Diskographie
- Koteja (Celluloid, 1982, noch in den USA aufgenommen)
- Kinshasa-Washington D.C. Paris Express (Celluloid, 1983)
- The Rhythmatist (1984, mit Stewart Copeland von The Police)
- Medecine (Celluloid, 1985)
- Bwana Zoulou Gang (Mad Minute Music / Mélodie, 1988)
- Nangadeef (Mango / Island, 1989)
- Gaia (Mango / Island, 1990)
- Ray Lema & Joachim Kühn: Euro African Suites (Buda Records, 1992, mit Jean-François Jenny-Clark, Francis Lassus)
- Ray Lema / Professor Stefanov and the Bulgarian Voices of Ensemble Pirin (Buda Records, 1992, mit den Bulgarian Voices)
- Un Touareg s'est Marié Avec une pygmée (Label Bleu, 1993)
- Tout Partout (Buda Records, 1994)
- Green Light (Buda Musique, 1996)
- Stop Time (Buda Musique, 1997)
- The Dream of the Gazelle (Detour / Erato, 1998)
- Safi (Buda Musique/USA: Tinder Records, 2000 mit Tyour Gnawa)
- Mizila (One Drop/Noctorne 2004, Solo Piano)
- Paradox (Laborie Record/Naïve Distribution 2007)
- Very Special New Production (2013)
- Ray Lema & Laurent de Wilde: Riddles (Gazebo, 2016)
- Hommage á Franco Luambo (One Drop 2020, mit Gérald Bantsimba, Bives Mbeki, Irving Acao, Ballou Canta, Fredy Massamba, Rodriguez Vangama, Michel Alibo, Dharil Esso)